# SS-Truppenübungsplatz Kurmark
Im Herbst 1943 wurde in der Kurmark in Brandenburg mit der Errichtung des SS-Truppenübungsplatzes Kurmark begonnen. Der Truppenübungsplatz entstand um das Dorf Jamlitz bei der Kleinstadt Lieberose.
Zum Jahreswechsel 1942/43 wurde mit einer personellen Verstärkung der Waffen-SS-Verbände begonnen. Zur Realisierung dieses massiven Ausbaus der Truppenstärke mussten die vorhandenen Unterkünfte und Ausbildungskapazitäten erweitert oder neue geschaffen werden. Daher beschloss das SS-Führungshauptamt die Errichtung von vier neuen Truppenübungsplätzen. Zu diesen zählte der SS-Truppenübungsplatz Kurmark bei Lieberose in Brandenburg, der SS-Truppenübungsplatz Westpreußen bei Bruss in Westpreußen, der SS-Truppenübungsplatz Seelager in Dondangen (Lettland) und der SS-Truppenübungsplatz Moorlager bei Bereza Kartuska im Generalgouvernement Polen.
In welchem Ausmaß Zwangsarbeiter zum Ausbau des Truppenübungsplatzes eingesetzt wurden, ist bis heute nicht abschließend geklärt. Bekannt ist, dass KZ-Insassen aus dem KZ Sachsenhausen an der Errichtung der Anlagen des SS-Truppenübungsplatzes Kurmark beteiligt waren. Der SS-Truppenübungsplatz umfasste eine Fläche von 38.854 Hektar.
Zur Errichtung des Übungsplatzes sollten die 17 Dörfer Lübbinchen, Blasdorf, Reicherskreuz, Pinnow, Mochlitz, Henzendorf, Schönhöhe, Leeskow, Treppeln, Staakow, Ullersdorf, Kobbeln, Jamlitz, Klein Muckrow, Groß Muckrow, Chossewitz und Kieselwitz zwangsumgesiedelt werden.
Mitte April 1945 erfolgte die Räumung des SS-Truppenübungsplatzes Kurmark aufgrund der Annäherung der Roten Armee.